# Вулиця Гранична (Львів)
Вулиця Грани́чна — вулиця у Шевченківському районі міста Львова, у місцевості Клепарів. Сполучає вулиці Варшавську та Плетенецького.
Прилучається вулиця Черемхова.

## Історія
Прокладена на початку XX століття, у 1923 році отримала офіційну назву вулиця Хорошого. У 1934 році перейменована на Граничну, адже пролягала близько межі тогочасних Клепарова і Малого Голоска. У роки нацистської окупації, з 1943 року по липень 1944 року — Ґренцгассе.
Первісно вулиця пролягала до вулиці Григорія Петровського (з 2015 року — частина вулиці Сосюри), скорочена у зв'язку із забудовою району багатоповерховими житловими будинками. На деяких сучасних мапах кінцева частина колишньої вулиці Граничної позначена як вулиця Плетенецького.
Будинок № 1 — одноповерхова садиба, будинки № 2 і 3 — двоповерхові, зведені у 1930-х роках у стилі конструктивізму, двоповерхова вілла під № 8 зведена у першій третині XX століття. Трохи далі, за багатоповерховим будинком № 3 на вулиці Масарика, розташовані ще два будинки, приписані до вулиці Граничної: № 11 — двоповерховий будинок 1932 року (дата будівництва вказана на його фасаді) і № 13 — двоповерхова садиба.
Назву Гранична також у 1909—1930 роках мала сучасна вулиця Хімічна.